# Cribrilina annulata
Cribrilina annulata är en mossdjursart som först beskrevs av O. Fabricius 1780.  Cribrilina annulata ingår i släktet Cribrilina och familjen Cribrilinidae. Arten är reproducerande i Sverige. Inga underarter finns listade i Catalogue of Life.